# Jože Kastelic
Jožef Kastelic, slovenski arheolog, filolog, antični zgodovinar, muzealec, univerzitetni profesor, pesnik, prevajalec in likovni kritik, * 18. avgust 1913, Šentvid pri Stični, † 20. maj 2003. Ljubljana.

## Življenje
Rodil se je v Šentvidu pri Stični. Osnovno šolo je obiskoval v domačem kraju, maturiral pa je leta 1932 na ljubljanski klasični gimnaziji. Tu se je tudi začel učiti klasičnih jezikov (grščino pri Antonu Sovretu in latinščino pri Josipu Osani) ter se navdušil za klasično filologijo.  Na Filozofski fakulteti se je leta 1932 vpisal na študij klasičnih jezikov, a ga je kmalu bolj pritegnila arheologija antičnih realij. Diplomiral je leta 1939. Doktoriral je leta 1943 z disertacijo Antični snovni elementi v Prešernovem delu, vendar njegovo delo ni bilo ne arheološko ne epigrafsko, ampak filološko – nastal je prvi člen v verigi razprav in esejev na temo Franceta Prešerna. Od leta 1940 je služboval kot tajnik najprej na realni, potem pa na klasični gimnaziji. Leta 1942 je prišel v Narodni muzej Slovenije, kjer je bil najprej kustos, leta 1945 pa je postal direktor (do 1968).
Jeseni 1968 je nastopil na Filozofski fakulteti, kjer je kot izredni (od 1979 redni) profesor prevzel zadolžitve na treh oddelkih. Poleg arheologije, umetnostne zgodovine in klasične filologije, je na Oddelku za zgodovino predaval grško in rimsko zgodovino, po odhodu v pokoj pa je še nekaj let predaval kot pogodbeni profesor (1985-89 tudi na Pedagoški fakulteti v Mariboru). Leta 1994 mu je ljubljanska univerza podelila naziv zaslužnega profesorja. 
Leta 1985 je postal honorarni redni profesor za zgodovino starega veka na Pedagoški fakulteti Univerze v Mariboru. 1947–1958/1959 je bil član uredniškega odbora Zgodovinskega časopisa, v katerem je objavil vrsto prispevkov. Bil je član Društva slovenskih pisateljev in član slovenske sekcije PEN. Njegovo široko tematsko delovanje se začenja z mladostnimi pesniškimi objavami od leta 1926 dalje. Svoje pesmi je objavljal v revijah Mladika, Dom in svet in Sodobnost. Svoje pesniško ustvarjanje je zaključil s pesniško zbirko Ode (2003), ki je izšla mesec pred njegovo smrtjo. 
Po njem se imenuje knjižnica v Šentvidu pri Stični.

## Delo
Kastelčevo več kot polstoletno raziskovalno, organizacijsko in publicistično delovanje na področju antičnih študij lahko delimo v tri daljša obdobja: V triindvajsetletno obdobje vodenja Narodnega muzeja (1945–1968), petnajstletno profesuro na Ljubljanski univerzi (1968–1983) in skoraj dvajsetletno dobo po upokojitvi (1983–2003), ko je zaključil več svojih raziskovalnih in publicističnih načrtov. Poleg dolžnosti muzejskega ravnatelja je Kastelic prevzel vrsto drugih zadolžitev v arheološki in muzeološki stroki v slovenskem, jugoslovanskem in mednarodnem okviru, ob tem pa je bil vseskozi aktiven kot kulturni delavec, kritik in publicist. Zasnoval je tri serijske publikacije, ki še danes veljajo za temeljne publikacije Narodnega muzeja Slovenije:  leta 1955 so začeli izhajati Arheološki katalogi Slovenije (kasneje Katalogi in monografije), leta 1957 Situla (razprave Narodnega muzeja v Ljubljani) in leta 1962 informativna in predvsem muzeološkim vprašanjem namenjena revija Argo.  Kot raziskovalec je v tem času dosegel največje uspehe na področju  prazgodovinske arheologije in umetnosti in v arheoloških raziskavah zgodnjega srednjega veka. Velik mednarodni uspeh pomenijo njegove študije o umetnosti situl. V to obdobje spadajo tudi njegova prazgodovinska izkopavanja v Stični in na Bledu. Poleg znanja klasičnih jezikov je obvladoval še tista področja arheoloških znanosti, ki so pomembna za raziskovanje antične zgodovine: klasično in rimsko provincialno arheologijo, epigrafiko in numizmatiko. Njegovo poglavitno delo je prevod obširnega izbora iz Mommsenove Rimske zgodovine s spremno besedo o avtorju. Po upokojitvi leta 1983 je še nekaj let opravljal svoje pedagoške obveznosti. Ukvarjal se je z literaturo, posebej poezijo, kritiko, prevajanjem, kulturno zgodovino, umetnostno zgodovino. Za Enciklopedijo Slovenije je napisal okrog sedemdeset gesel, ki se nanašajo na izbrane antične teme. Vrh Kastelčevega znanstvenega dela pomeni velika monografija z naslovom Simbolika mitov na rimskih nagrobnih spomenikih: Šempeter v Savinjski dolini (725 strani).

## Nagrade in priznanja
- Valvasorjeva nagrada za življenjsko delo (1971)

### Strokovna literatura
- Simbolika mitov na rimskih nagrobnih spomenikih: Šempeter v Savinjski dolini. Ljubljana:  Slovenska matica, 1998. (COBISS)
- Slovanska nekropola na Bledu: poročilo o izkopavanjih leta 1949 in 1951. Ljubljana: SAZU, 1960. (COBISS)
- Antični snovni elementi v Prešernovem delu: odlomki iz inauguralne disertacije. Ljubljana: [samozal.], 1943. (COBISS)
- Antična zgodovina v Valvasorjevi Slavi vojvodine Kranjske in njeni ilustratorji.
- Umreti ni mogla stara Sibila: Prešeren in antika. Ljubljana: Modrijan, 2000. (COBISS)
- Soavtor z Jožetom Dularjem. Literarni klub: 1939–1941. Metlika, Ljubljana: samozal., 1999. (COBISS)
- Soavtor s Cenetom Vipotnikom in Dragom Šego.  Živi Orfej: velika antologija slovenske poezije. Ljubljana: Cankarjeva založba, 1970. (COBISS)
- Opuscula Iosepho Kastelic sexagenario dicata. Ljubljana: Narodni muzej, 1974. (COBISS)
- Soavtor z Božom Škerljem. Slovanska nekropola na Bledu: arheološko in antropološko poročilo za leto 1948. Ljubljana: SAZU, 1950. (COBISS)
- Ob štiridesetletnici arheoloških izkopavanj na Bledu (Bled-Pristava) 1948/1951. A-bhi, 1989. 5–11. (COBISS)
- Gemma Augustea. A-bhi, 1989. 187.
- Situla z Vač. Beograd: 1956. (COBISS)
- Ur.: Jože Kastelic. Umetnost alpskih Ilirov in Venetov: situle od Pada do Donave: razstava v Narodnem muzeju v Ljubljani, odprta 14. aprila 1962. Ljubljana: Narodni muzej, 1962. (COBISS)
- Herakles v Hadu: relief Herakla s psom Kerberom v samostanu Stična. Grosuplje: 1998. 169–181. (COBISS)

### Pesniške zbirke
- Prve podobe, 1940.
- Barve. Novo Mesto: Dolenjska založba, 1991.  (COBISS)
- Ode. Ljubljana: Mladinska knjiga, 2003. (COBISS)

## Dela o Jožetu Kastelicu
- Milček Komelj. Jože Kastelic. Uvod v intervju. A-bhi, 1993. 3. (COBISS)
- Rajko Bratož. Jože Kastelic – petinsedemdesetletnik. Zgodovinski časopis,  1988. 241, 242. (COBISS)
- Bojan Djurić. In memoriam Jože Kastelic: 18. avgust 1913–20. maj 2003. Arheo, 2002. 11–14. (COBISS)
- Rajko Bratož. Prof. dr. Jože Kastelic (1913–2003). Zgodovinski časopis, 2003. 463–470. (COBISS)
- Milček Komelj. Življenjsko izročilo pesniškega polihistorja Jožeta Kastelca. Nova revija, jun./jul. 2003. 284–296. (COBISS)